# Partia Liberalna (Wielka Brytania)
Partia Liberalna (ang. Liberal Party) – brytyjska partia polityczna działająca w latach 1859–1988.
Była jedną z dwóch głównych brytyjskich partii politycznych w okresie od połowy XIX wieku do lat dwudziestych XX wieku, obok Partii Konserwatywnej. Następnie, m.in. na skutek rozłamu, który wywołał David Lloyd George, straciła swoją pozycję na rzecz Partii Pracy i funkcjonowała jako mniejsza trzecia partia o wahającej się sile i znaczeniu aż do roku 1988, kiedy połączyła się z Partią Socjaldemokratyczną, tworząc nową partię Liberalnych Demokratów.